# Bella Calamidades
Bella Calamidades es una telenovela producida en Colombia en 2010 por RTI Televisión para  Telemundo. Adaptación de la original colombiana Lola Calamidades, producida en 1987. Escrita por Julio Jiménez. 
Protagonizada por Danna García y Segundo Cernadas; y con las participaciones antagónicas de Adriana Campos, Katie Barberi y Gustavo Angarita. Cuenta además con las actuaciones estelares de María Helena Doering y Diana Quijano.
Para el actor argentino Segundo Cernadas, esta telenovela fue su primer trabajo como actor en Colombia y su primera aparición en la cadena Telemundo de Estados Unidos.

## Sinopsis
La protagonista de esta historia es Dolores Carrero, conocida como Lola (Danna García), una mujer marcada por la desgracia desde su nacimiento. Siendo una niña pequeña, Lola quedó huérfana y fue a vivir con su única pariente viva, su tía Marta, quien la maltrató durante años.  
Ya adulta, Lola abandona la casa de su tía y termina viviendo desamparada en el cementerio de Horneros, su pueblo natal, donde se esconde de día y deambula por la noche con el apoyo de Pablo Ávila, el anciano celador del camposanto. 
A pesar de su apariencia salvaje, Lola consigue conquistar el corazón de Marcelo Machado (Segundo Cernadas), el soltero más apuesto y codiciado del pueblo; ambos se conocieron en la infancia, y en la edad adulta nacerá entre ellos un gran amor.  
Sin embargo, Lola y Marcelo tendrán que superar numerosos obstáculos para conseguir ser felices juntos. El principal de ellos es la reputación de Lola como supuesta portadora de mala suerte, que hace que muchos eviten su compañía o la acusen injustamente de cualquier accidente o percance, pero también se interpondrán entre la pareja los cuatro hermanos Galeano, que se enamoran de Lola, y sobre todo Priscila Cardona, la prima de Marcelo, quien está dispuesta a todo por casarse con él y, así, tener acceso a su dinero.

## Reparto
- Danna García - Dolores "Lola" Carrero Barraza / María Dolores Barraza de Carrero: Aunque todos la llaman "Lola", su nombre real es Dolores. Su madre falleció cuando Lola nació y su padre falleció cuando tenía tan sólo 11 años. Por esta razón, tuvo que crecer junto a su tía Marta, mujer malvada que la convirtió en su sirvienta durante muchos años. Lola escapa de la maldad de su tía y es entonces cuando su madrina Lorenza la rescata y la lleva a vivir a su hacienda. Allí conocerá a Marcelo, el amor de su vida pero Priscila y Silvana la alejarán de su príncipe azul.
- Segundo Cernadas - Marcelo Machado Cardona / Asdrúbal Machado: Príncipe ideal. Joven, atlético y bien parecido. Todas las niñas del pueblo sueñan con él incluso su detestable prima Priscila. Marcelo consciente de sus rasgos pero jamás los usa para su beneficio. Le encanta estudiar, tocar la guitarra y vivir sonriéndole a la vida. Jamás le ha hecho falta de nada pues su madre Lorenza es una mujer con mucho dinero. A pesar de que tiene una novia en la capital, Marcelo caerá rendido a los pies de Lola.
- Adriana Campos - Priscila Cardona Barboza "Mapetit": Odiosa, caprichosa y arrogante. Joven mediocre cuya única aspiración es casarse con su primo Marcelo y poder vivir a sus anchas. Sufre del complejo de princesa pero en realidad ella y su madre están en la ruina. Vive con su madre en casa de su tía Lorenza. Priscila se convertirá en la más fiera enemiga de Lola.
- María Elena Doering - Lorenza Cardona viuda de Machado: Hada madrina de Lola. Mujer con carácter a la que le ha tocado sacar adelante su hacienda lechera tras quedarse viuda. Mantiene guerra constante con Regina de Galeano, su vecina, mejor amiga en el pasado. Lorenza la quiere entrañablemente pero por una razón oculta no puede mostrarle su cariño. Su gran preocupación la felicidad de su hijo Marcelo.
- Diana Quijano - Regina Morata viuda de Galeano: Vecina de Lorenza y competencia directa ya que es dueña de una hacienda lechera. Perdió a su esposo en el mismo accidente en el que falleció el esposo de Lorenza. Tiene cuatro hijos a los que ha educado con disciplina militar. Como madre orgullosa considera que no hay hombres más apuestos, fuertes e inteligentes que sus hijos.
- Katie Barberi - Silvana Barboza viuda de Cardona: Mujer holgazana y sin vergüenza. No le importa vivir a expensas del dinero de su cuñada Lorenza. Esta desagradable señora sufre de mitomanía es mentira que inventa, mentira que se cree. Presume de clase y elegancia pero en realidad, para nadie es un secreto que sus gustos son ordinarios y que su inteligencia es escasa. También es mujer materialista y superficial acostumbrada a atropellar a la gente sin ningún remordimiento incluyendo a su hija Priscila y por supuesto a Lola.
- Tiberio Cruz - Romano Galeano Morata / Manuel Rosendo Galeano: Mayor de los hermanos Galeano. Fuerte, trabajador y defiende a los suyos como fiera salvaje. Atractivo, seductor y sabe utilizar sus atributos para enamorar a todas las muchachas bonitas del pueblo. Gracias a la educación de su madre, hombre incapaz de hacerle daño al prójimo. Sin embargo, en su lucha por ganarse el corazón de Lola se enfrentará a Marcelo.
- Pablo Azar - Renato Galeano Morata: Segundo de los hijos de Regina Galeano. Compañero inseparable de Romano. Ambos comparten sus aventuras amorosas, parrandas y travesuras juveniles. Como su hermano, goza de dotes de galán pero este personaje es menos atrevido. Romántico y soñador, cualidades que mantiene en secreto por miedo a ser tildado de débil. Este joven termina como casi todos enamorado de Lola.
- Gustavo Angarita - Aquiles Barraza: Este ogro desalmado que asusta a todos con su presencia vive en una vieja casa en las montañas.Se dedica a criar cerdos que huelen mejor que él. Viejo amargado y tan tacaño que sujeta sus pantalones con una cabuya. Gracias a su tacañez, guarda en secreto cuyo es una gran fortuna. Hombre lleno de odio y rencor en su corazón. Lola logrará romper ambas cosas dichas anteriormente y descubrir al ser que se esconde detrás del monstruo.
- Rosemary Bohórquez - Virginia Vidal: A esta mujer los años le van pasando factura pero ella los niega. Enemiga de las arrugas y de la flacidez de un cuerpo maduro. Le teme a la vejez y por eso se involucra con cuanto joven se le atraviesa. Se empeña por todos los medios en disimular su edad con un pintoresco maquillaje, extravagantes atuendos y actitudes inmaduras que le hacen caer en ridículo.
- Claudia Rocío Mora - Juana Palomino: Empleada de confianza de Lorenza Machado. A pesar de ser fiel trabajadora, siempre está metida en chismes y la que "lleva y trae" cuentos del pueblo. Teme ser reemplazada como persona de confianza de la casa de Los Machado y su temor lo refleja en su relación con Lola a quien considera su más peligrosa rival. Por esa razón se dedica a desprestigiar a la muchacha inventando con toda clase de historias descabelladas. Recibirá una lección de vida y aprenderá a tener confianza en sí misma llegando a convertirse en una aliada de Lola.
- Gary Forero - Fabián Poncela: Dueño del Bar Los Gozosos, lugar pecaminoso al que acuden no solamente los mineros y borrachines sino también señores importantes del pueblo ya que prácticamente es el único sitio de esparcimiento. Este hombre es extrovertido, alegre, y muy seductor. Todas las mujeres que ha querido han caído a sus pies excepto Lola. Ella será quien le enseñe su lección más importante de vida.
- Mimi Morales - Esperanza Capurro: Aunque tiene un par de dientes prominentes que le han valido el sobrenombre de la coneja Capurro, no sufre de complejo y por el contrario, los utiliza como medio de seducción. Le encantan los escotes pronunciados y las falditas que le permitan incitar las hormonas masculinas. Antipática, rebelde y está convencida de su belleza.
- Herbert King - Comisario: Elías Romero.
- Pedro Roda - Pablo Ávila: Celador del cementerio de Horneros. Hombre pacífico, humilde, buena persona y se convierte en el paño de lágrimas de Lola.
- Daniela Tapia - Nicolasa Fragoso: Empleada de Regina Galeano. Joven campesina que no tiene muchas luces y a la que no le gusta estudiar. Ignorante,envidiosa y comete muchas equivocaciones, entre ellas, hacerle la vida imposible a Lola. Novia de Nacho Mendoza, capataz de Lorenza. Con él se escapa por las noches para verlo a escondidas ignorando las consecuencias que sus actos les pueden acarrear.
- Jonathan Islas - Ricardo Galeano Morata: Tercer hijo de los Galeano y a quien su madre todavía lo ve como su bebé. Vanidoso, le gusta lucir perfectamente arreglado y presume de elegante. Este joven es cantante del coro de la iglesia, defiende a Lola con valentía y cree enamorarse de ella.
- Santiago Gómez - René Galeano Morata: Menor de los hermanos Galeano. Genio de la familia,  gran orgullo de Regina que aspira a verlo convertido en un gran científico. Siempre está inventando máquinas y aparatos descabellados que suelen acabar haciendo explosión. Exigente y perfeccionista y no se socializa muy bien con los demás. Dentro de su ingenuidad cree que puede experimentar en el tema del amor a través de Lola a quien pretende conquistar.
- Rodolfo Valdés - Nacho Mendoza: Capataz de la hacienda Machado. Este joven campesino tiene carácter y se hace respetar. Trabajador y honrado. Su gran debilidad son las mujeres y aunque sostiene una relación con Nicolasa no desaprovecha cualquier oportunidad que se le ponga en el camino.
- Alejandra Miranda - Marta Carrero: Tía de Lola. Vieja solterona, decepcionada de la vida que sólo encuentra consuelo humillando a su sobrina. La maltrata y la obliga a trabajar como sirvienta en su casa. Al pasar los años, paga por sus injusticias ya que no sólo se quedará sin nada sino que terminará siendo el perro guardián de Lola.
- Joseph Abadía - Ovidio.
- Lina Restrepo - Felisa.
- Leonardo Acosta (actor) - José Carrero.
- Ilja Rosendahl - Rudy Walpole.
- Luis Fernando Bohórquez - Samuel.
- Ricardo Saldarriaga - Padre Cayetano.
- Ximena Duque - Angelina.
- Tirsa Pacheco - Custodia.
- Vilma Vera - Pánfila.
- Rey Vásquez - Don Teodoro Parrado.
- María Margarita Giraldo - Agapita de Parrado.
- Didier van der Hove - Javier Canal.
- Daniel Rocha - Doctor Abelardo Mujica.
- Javier Cabrera - Policía Gutiérrez.
- Sasha Valentina Molina - Dolores "Lola" Carrero Barraza (niña).
- Andrés Felipe Ospina - Marcelo Machado (niño).
- María Isabel Arango - Carolina Chiarri.
- Lorena Aragón - Elodia Sánchez.
- Diana Parra - Marquesa.
- Marisol Pérez - Duquesa.
- Álex Adames - Luis.
- Claudia Dorado - Ubalda Parrado.
- María Soledad Rodríguez - Mónica Ávila de Ibáñez.
- Morris Bravo - Gerardo Ibáñez.
- María Eugenia Penagos - Gertrudis de Chiarri.
- Moisés Cadavid - Mariano Chiarri.
- Sonia Pacheco -  Lucero Chiarri.
- Alejandro Tamayo - Gabino Crespo.
- Diego Alejandro Díaz - Belisario.
- Liliana Calderón - Erika.
- Juliana Gómez - Molly.
- Verónica Ramírez - Maripaz.
- Raúl Gutiérrez - Profesor.

## Versiones
- Lola Calamidades: versión original de esta historia, realizada en Colombia en 1987 por RTI Televisión y emitida por el Canal 1. Protagonizada por Nórida Rodríguez y José Luis Paniagua .
- Lola Calamidades: tuvo una versión libre del mismo título en 1992 realizada en Ecuador por el canal Ecuavisa. Protagonizada por el cantante Francisco Terán y la actriz Cristina Rodas.
- Dulce ave negra: versión producida por RTI Televisión en 1993. Protagonizada por Marcela Gallego y Fernando Allende.
- Mi adorable maldición: versión producida en México por Ignacio Sada Madero para Televisa en 2017. Protagonizada por Renata Notni y Pablo Lyle.

1. ↑  «Bella Calamidades - NBCUniversal Formats». nbcuniformats.com (en inglés estadounidense). Consultado el 7 de noviembre de 2024.